# Drive-By Truckers
Drive-By Truckers es una banda de rock/country alternativo (ellos mismos se definen como una banda de psychobilly), de Athens, Georgia (Estados Unidos), aunque cuatro de sus cinco miembros son naturales de Alabama. Su música es muy característica debido al uso de tres guitarristas además del bajo y la batería. Sus letras a menudo tratan sobre vagabundos y criminales tratando de sobrevivir en ciudades económicamente deprimidas.

## Historia
Drive-By Truckers fue cofundado por Patterson Hood (hijo del mítico bajista David Hood) y su viejo amigo Mike Cooley en Athens en el año 1996, procedentes de familias de tradición musical cercanas a los míticos estudios de grabación "FAME Recordings" ubicados en el área de Muscle Shoals de Alabama. Ambos habían tocado en once bandas con anterioridad a la formación de los "Truckers", comenzando en el mundo de la música profesional en un proyecto llamado "Adam´s House Cat, dónde grabaron tres álbumes todavía no realizados: "Town Burned Down", "Trains of Thought" y "Ep".
Hood y Cooley, acompañados de un grupo cambiante de músicos, lanzaron los dos primeros discos de los Drive-By Truckers: Ganstabilly (1998) y Pizza Deliverance (1999). Posteriormente se embarcaron en una gira por todo Estados Unidos que quedó reflejada en el disco en directo Alabama Ass-Whuppin' (2000). Antes de que la mayoría de los grupos sacasen partido de las posibilidades de Internet, Drive-By Truckers ya disponían de su propia página web entretenida e informativa lo que, acompañado de sus constantes giras, les proporcionó una gran base de fans tanto dentro como fuera de la red.
Después de tres años en la carretera decidieron emprender su proyecto más ambicioso, el disco Southern Rock Opera (2001), en el que habían empezado a trabajar entre gira y gira, y la grabación de "Pizza Deliverance". Se trata de un disco doble, que narra la trayectoria ascendente y posterior caída del grupo Lynyrd Skynyrd como metáfora de la debacle cultural del Sur de los Estados Unidos durante la década de los 70, y en el que muestran sus influencias musicales de la época y dónde aparece el referente a Neil Young, quien ha dejado marca en el sonido de la banda desde sus inicios.
Southern Rock Opera fue inicialmente lanzado por el propio sello de los Drive-By Truckers en septiembre de 2001, cosechando alabanzas de crítica y público. Para cubrir la nueva demanda causada, entre otras razones, por la favorable reseña (4 estrellas sobre 5) de la revista Rolling Stone, el disco fue relanzado por Mercury Records/Lost Highway Records en julio del año siguiente. Poco después, Drive-By Truckers fueron declarados Grupo del Año por la revista No Depression.
Antes del grupo pudiese grabar una continuación de Southern Rock Opera se encontraron con la dificultad de haberse quedado con sólo dos guitarristas tras la marcha de Rob Malone. Para cubrir su lugar finalmente ficharon al guitarrista y compositor Jason Isbell, también natural de Alabama. A pesar de estar en la mitad de la veintena cuando se unió a los Drive-By Truckers, Isbell ha demostrado estar igualmente dotado para lo composición como Hood o Cooley.
Tras cambiar de compañía a New West Records, Drive-By Truckers pudo grabar por fin la continuación de Southern Rock Opera. El resultado fue Decoration Day (2003), que como su predecesor fue ampliamente aclamado. El álbum es un disco conceptual en el que los personajes de las canciones se enfrentan a duras decisiones como por ejemplo bodas, incesto, rupturas, venganzas, asesinatos o suicidios.
Después de varios años como productor y bajista de la banda, Earl Hicks deja Drive-By Truckers a finales de 2003. Fue reemplazado por la bajista de estudio Shonna Tucker, quien había colaborado anteriormente en el disco Decoration Day.
Un colaborador de la banda durante mucho tiempo, John Neff, ha colaborado en los álbumes de estudio y es también un habitual de las actuaciones en directo.
En el año 2004 lanzaron un nuevo disco, The Dirty South que, como Southern Rock Opera. explora la naturaleza oscura del Sur de los Estados Unidos.
A pesar de estar de gira casi sin descanso durante 2004 y 2005, los Drive-By Truckers consiguieron de alguna manera encontrar tiempo para grabar otro disco de estudio, A Blessing and a Curse, lanzado el 18 de abril de 2006. Este nuevo disco demostró la capacidad del grupo para adentrarse en nuevos territorios, y puede interpretarse como un intento de la banda para sacarse de encima la etiqueta de rock sureño atribuida al grupo por críticos, fanes y detractores desde el lanzamiento de Southern Rock Opera. Este disco suena ya menos a Skynyrd, y recuerda más a grupos británicos de rock de principios de los 70 como The Rolling Stones o The Faces.

## Miembros
Formación que grabó A Blessing and a Curse en 2006 
- Patterson Hood - Voz y Guitarra
- Mike Cooley - Voz y Guitarra
- John Neff - Guitarra y Pedal Steel
- Shonna Tucker - Bajo (instrumento musical)
- Brad Morgan - Batería (instrumento musical)

## Discografía
- Gangstabilly (1998, re-released in 2005)
- Pizza Deliverance (1999, re-released in 2005)
- Alabama Ass Whuppin' (live album, 2000)
- Southern Rock Opera (2001, re-released in 2002)
- Decoration Day (2003)
- The Dirty South (2004) #147 US
- A Blessing and a Curse (2006) #50 US
- Brighter Than Creation's Dark (2008) #37 US
- Live From Austin, TX (2009)
- The Fine Print: A Collection of Oddities and Rarities (2009)
- The Big To Do (2010) #22 US, #61 UK
- Go-Go boots (2011) #35 US
- English Oceans (2014)
- Its Great to Be Alive (2015)
- American Band (2016)
- The Unraveling (2020)